# マーティン郡区 (アーカンソー州ポープ郡)
マーティン郡区（マーティンぐんく、英語: Martin Township）は、アメリカ合衆国アーカンソー州ポープ郡にある19の郡区の一つである。2000年の国勢調査で、人口は1482人だった。

## 地理
アメリカ合衆国国勢調査局によると、マーティン郡区の面積は、163 平方キロメートル（62.9 平方マイル)である。陸地は平方162キロメートル（62.5平方マイル）を占め、残りの1.0平方キロメートル（0.4 平方マイル）は水域である。